# Confit de canard
Il confit de canard (ma anche il confit d'oie) è una specialità culinaria del sud-ovest della Francia. Si tratta di carne di anatra (canard), ma anche di oca (oie), cotta nel proprio grasso.

## Storia
L'allevamento di volatili è una pratica che risale all'antichità egizia. La pratica dell'alimentazione forzata di oche e anatre (fr. gavage) si è tramandata durante e dopo la caduta dell'Impero romano nell'Europa centrale e nelle comunità giudaiche. I giudei utilizzavano spesso il grasso di oca per la cottura, poiché il burro abbinato alla carne e lo strutto (grasso suino), erano loro vietati. Inoltre, l'olio di oliva e di sesamo allora erano difficili da trovare nell'Europa centrale e occidentale.
L'alimentazione forzata con il mais giunse più tardi, essendo questo alimento originario dell'America centrale. Ma l'aggiunta di mais e di volatili consentì ai contadini di fare provviste per la cattiva stagione.
Il confit entrò nella storia grazie a Enrico IV, allevato in campagna, che pregò il governatore del Béarn di fargli pervenire una dozzina di oche salate:
(Enrico IV al governatore del Béarn)
Dalle tavole contadine, il confit d'oca passò così alle tavole dei signori..

## Preparazione
Il confit si prepara con volatili grassi, ingrassati mediante alimentazione forzata, i medesimi che si utilizzano per preparare il magret e il foie gras.
La carne deve essere cotta per almeno due ore nel grasso caldo tra i 70 e gli 80 °C, poi posta in barattoli di vetro che vengono chiusi ermeticamente in modo che l'aria non possa entrare in contatto con la carne, deteriorandola. A suo tempo era questo (insieme alla salagione) uno dei due metodi per conservare la carne per una durata da qualche mese a un anno. In seguito vi fu un altro metodo, consistente nella sterilizzazione con il calore della carne già posta in barattolo.

## Uso
Una ricetta classica a base di confit de canard consiste nel far friggere la carne in una piccola parte di grasso, fino a che diviene bruna e croccante, poi fare cuocere delle patate insaporite con aglio nel resto del grasso, per accompagnare la carne in tavola. Le patate così cucinate si dicono «patate alla sarladese», dal Sarladese, un'antica regione dell'attuale Nuova Aquitania a sud del dipartimento della Dordogna. Si può anche accompagnare il confit de canard con del cavolo rosso, cotto a fuoco lento, con mele e vino rosso o con una salsa al romice.

## Galleria d'immagini

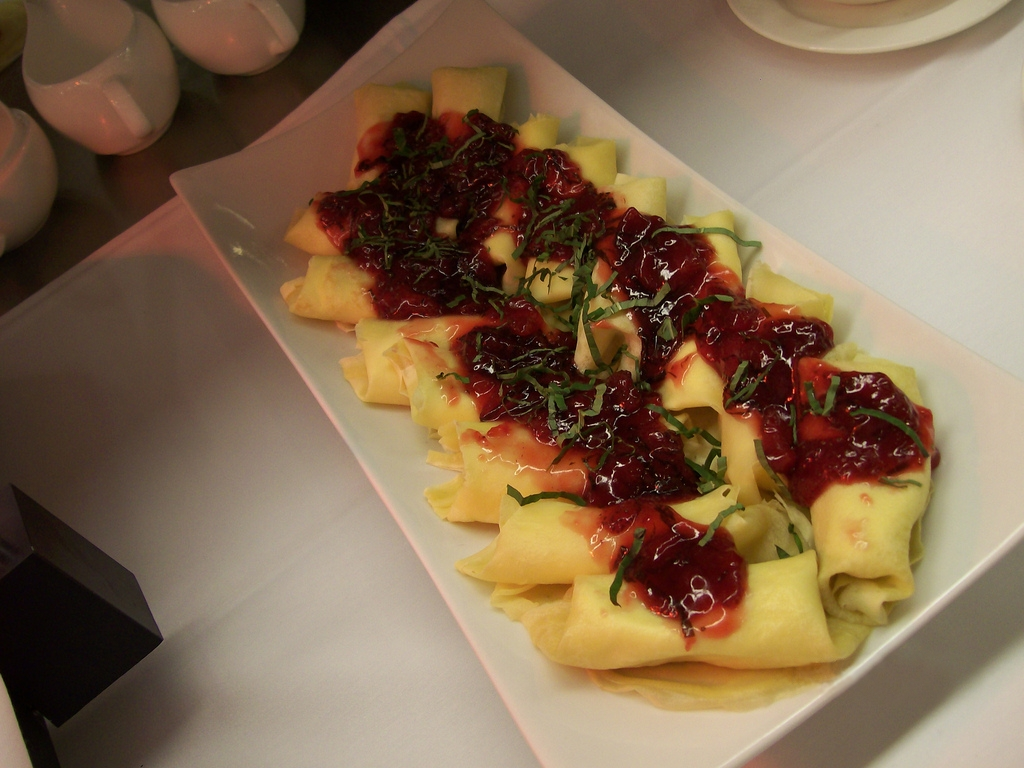
Crêpes farcite di confit de canard alla salsa Cumberland
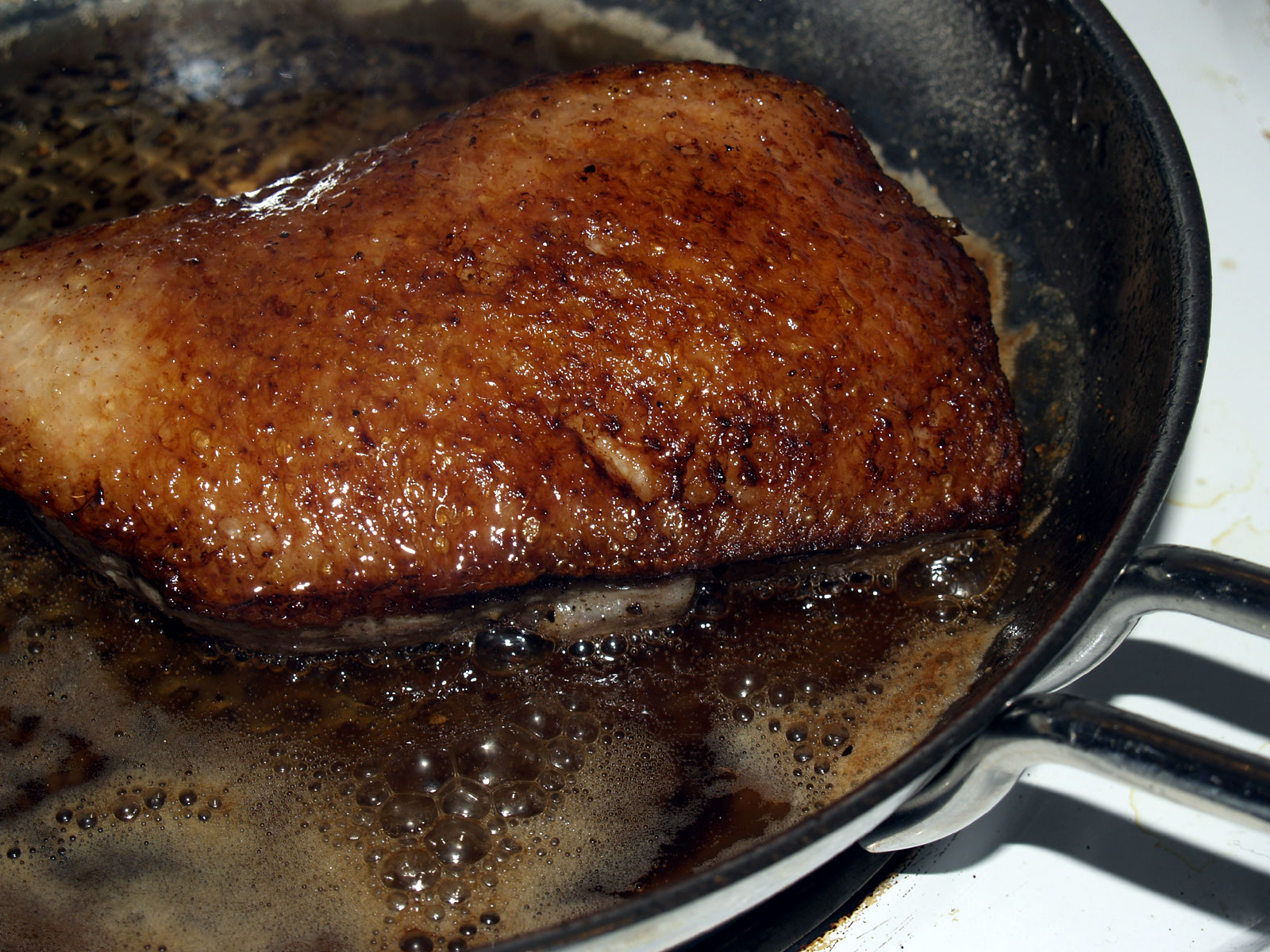
Confit de canard cotto in padella
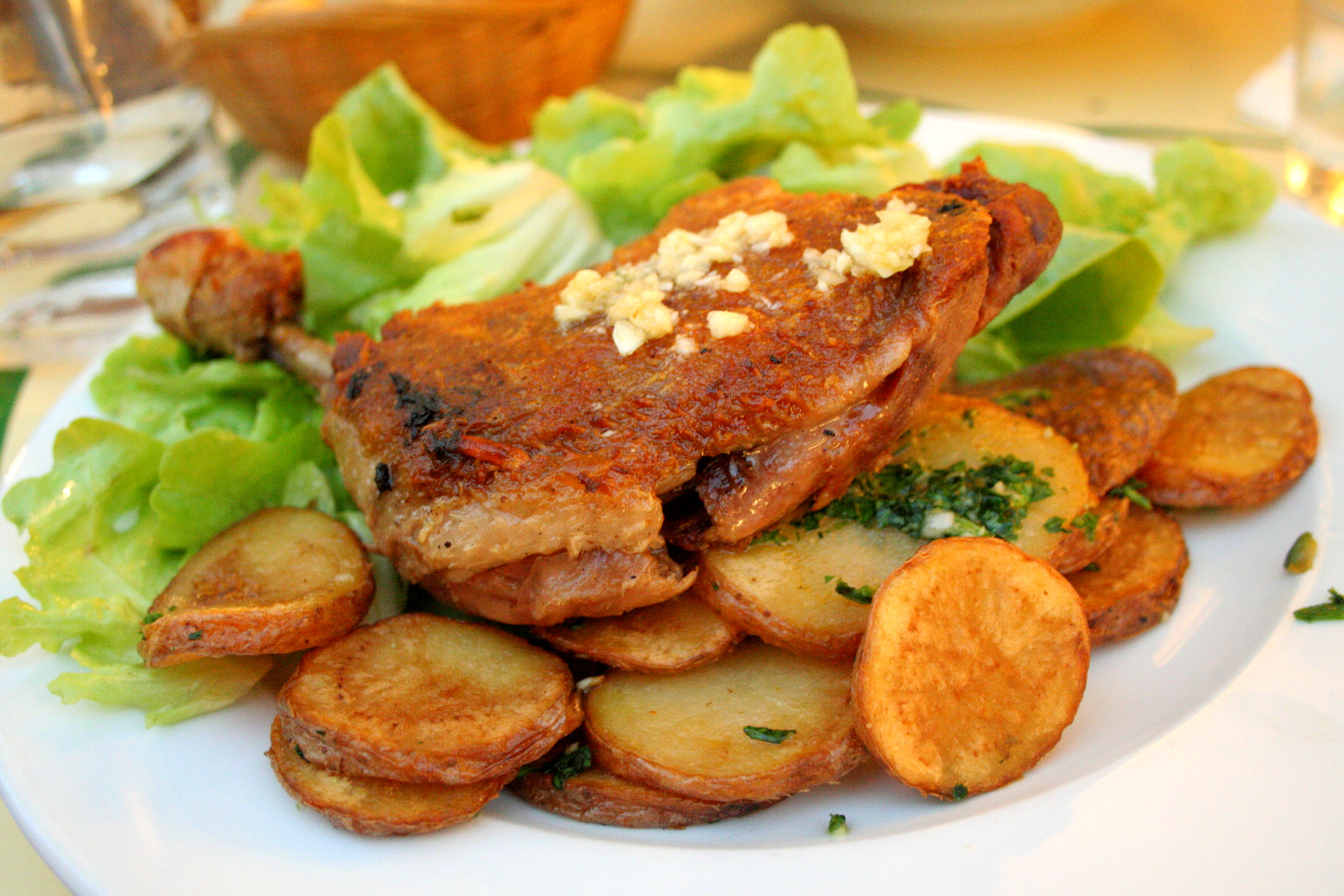
Confit e patate alla sarladese